# Momordica
Momordica är ett släkte av gurkväxter. Momordica ingår i familjen gurkväxter.

## Bildgalleri

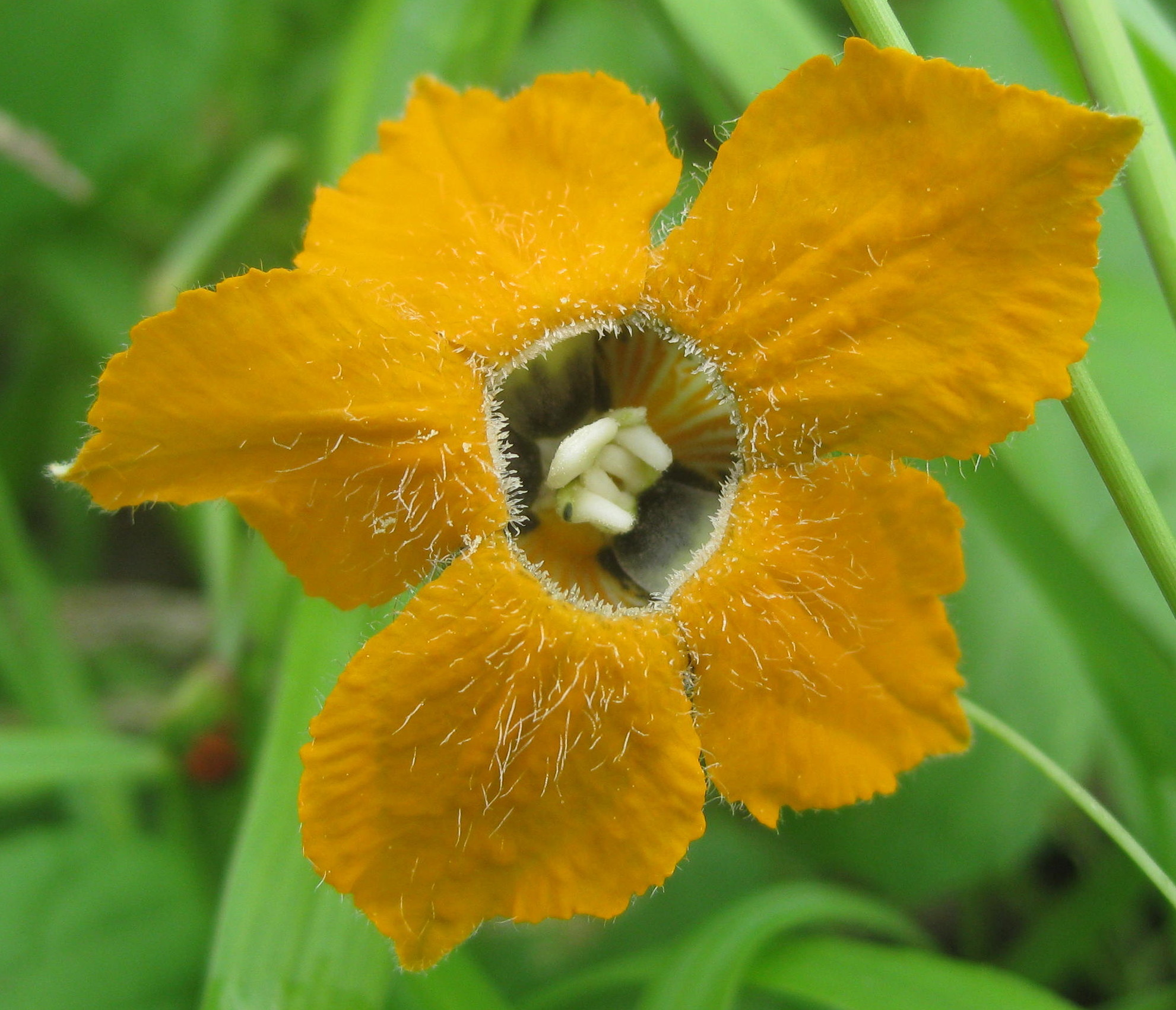
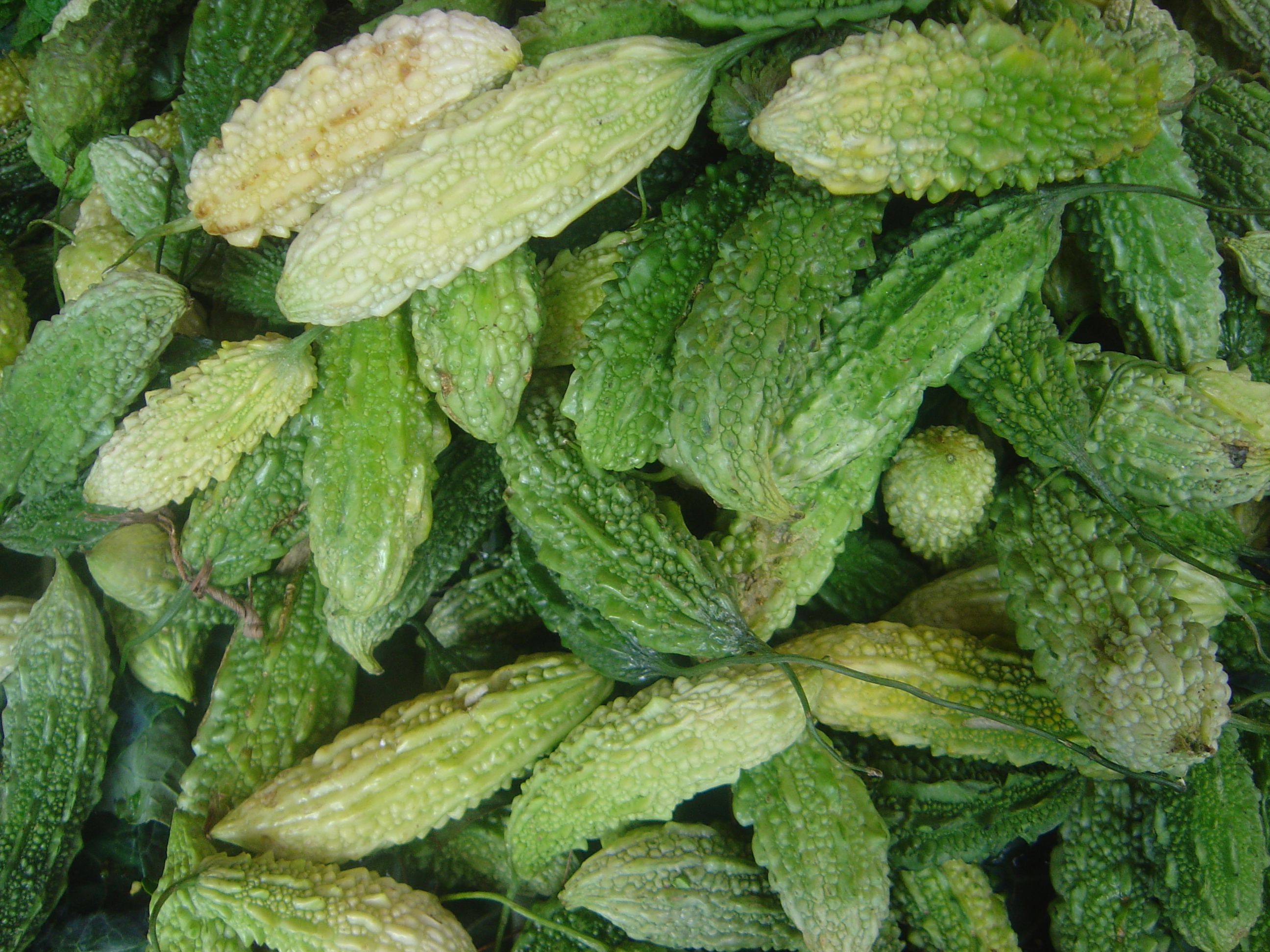
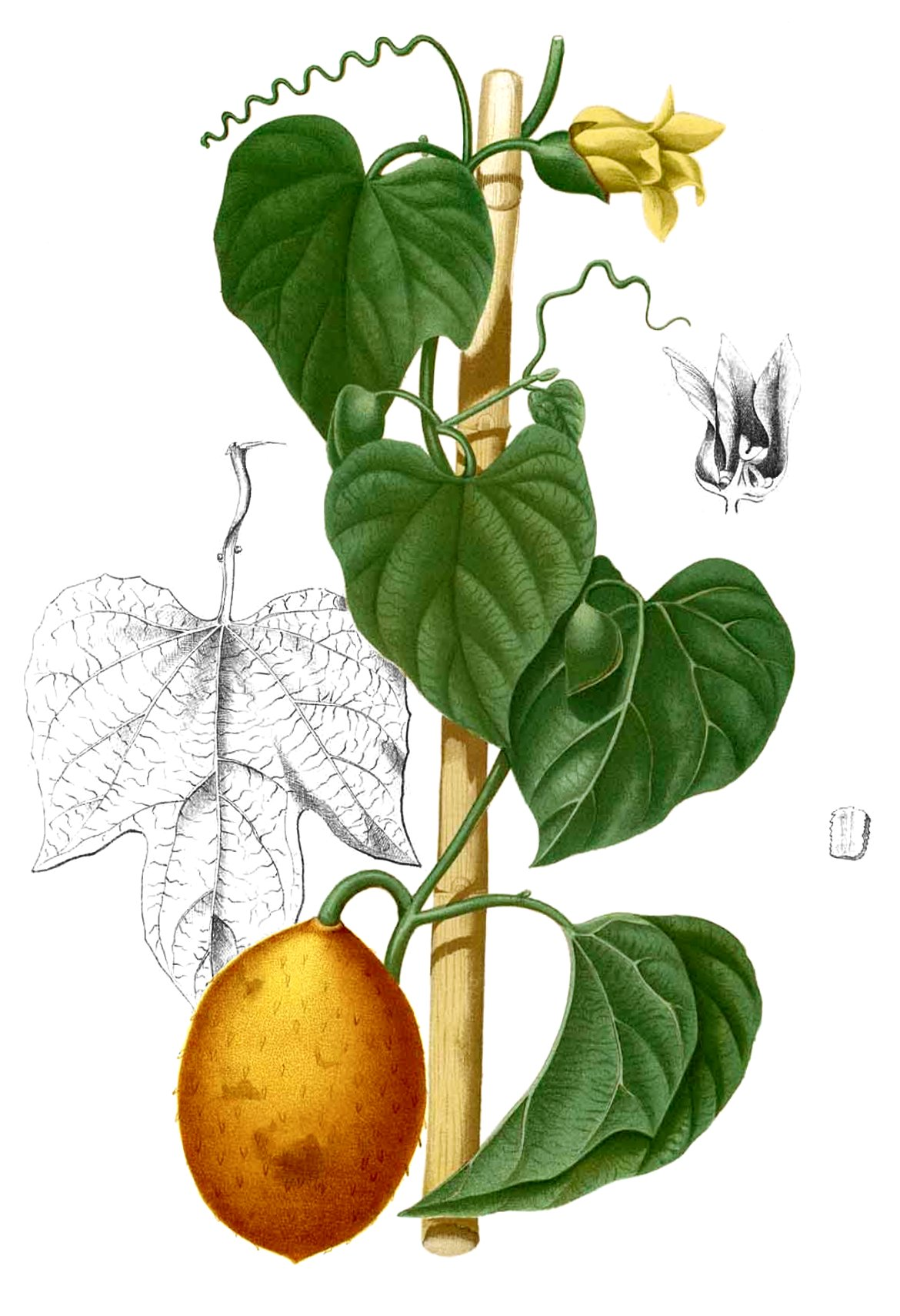
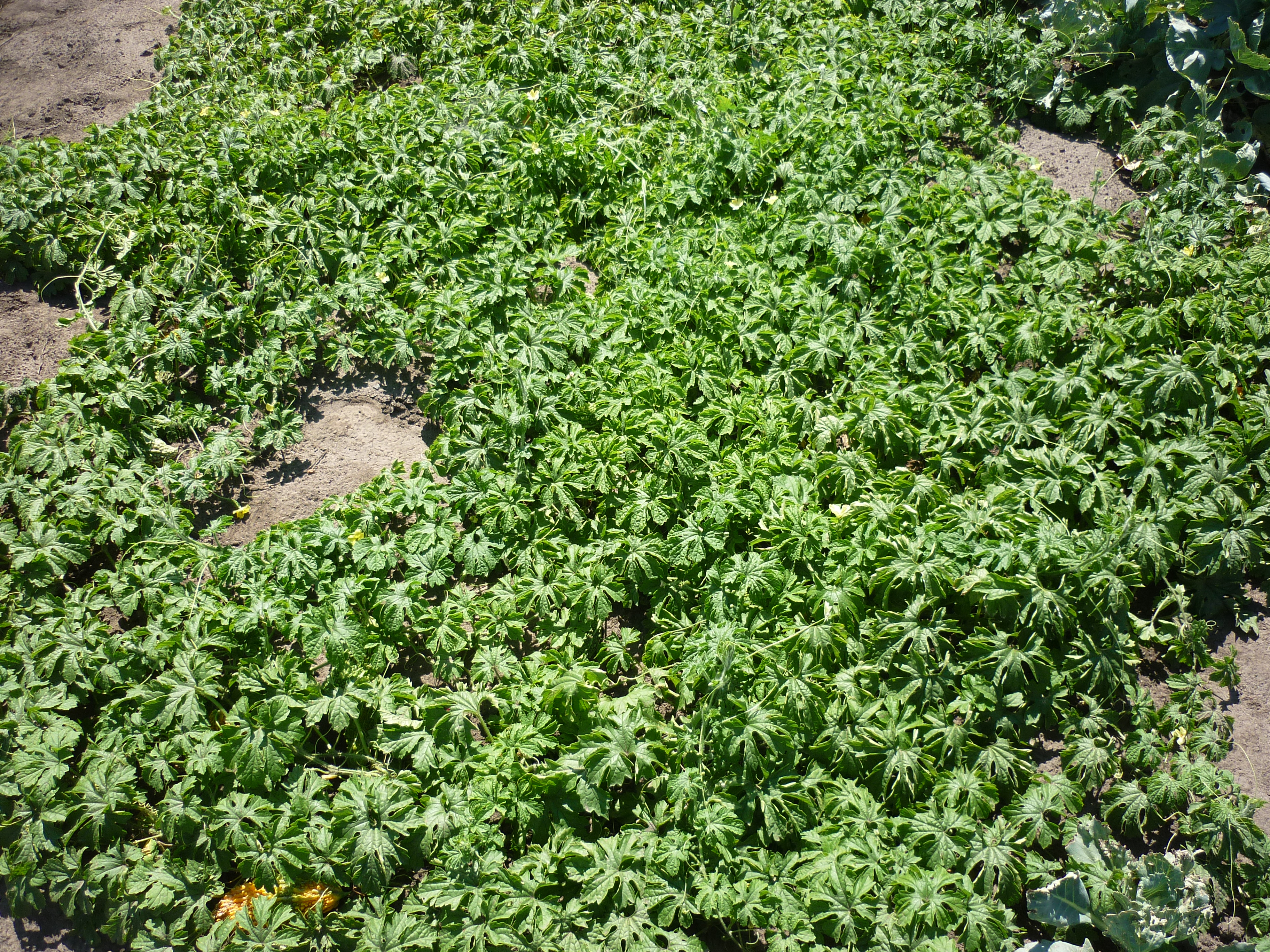
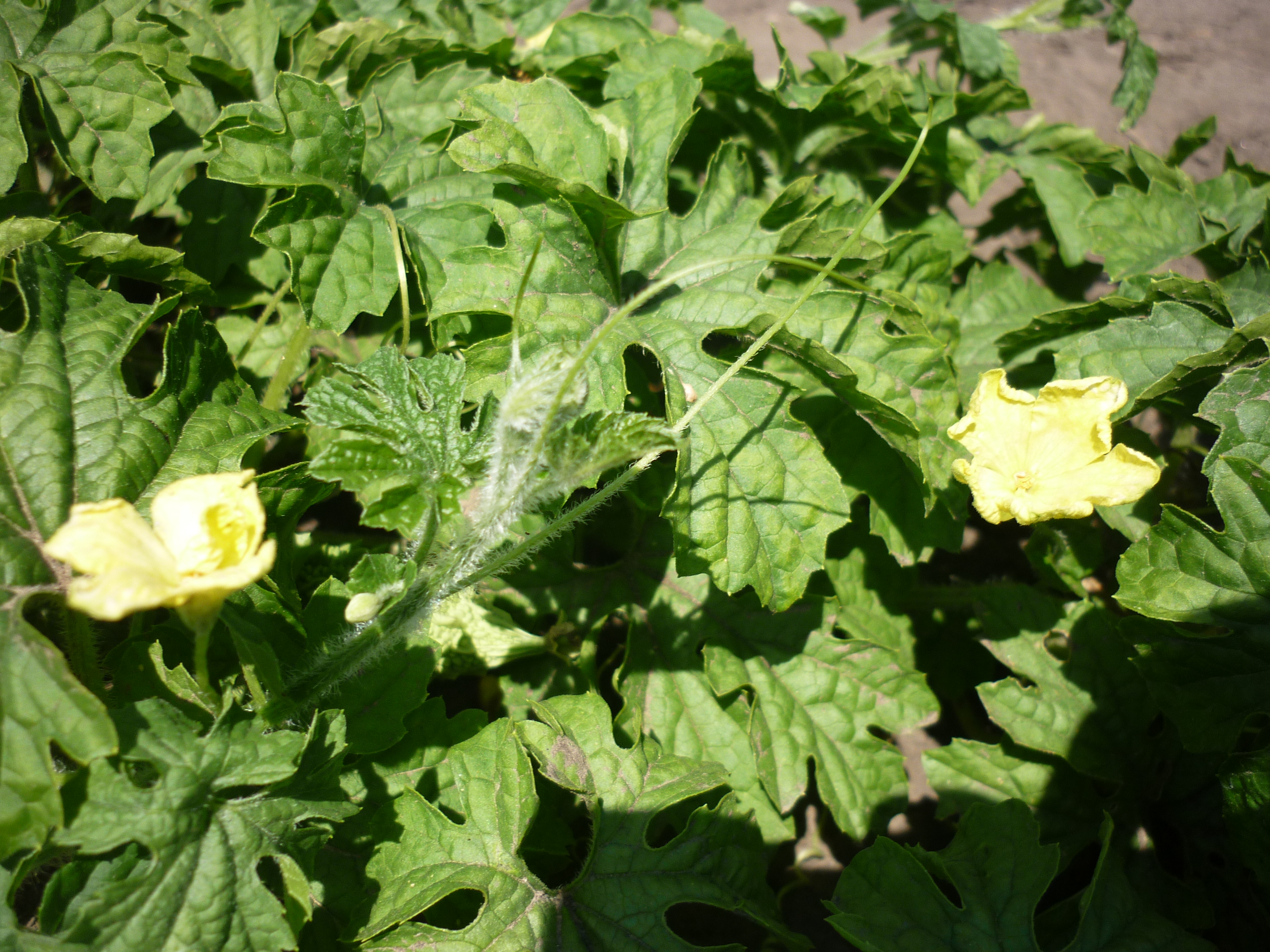
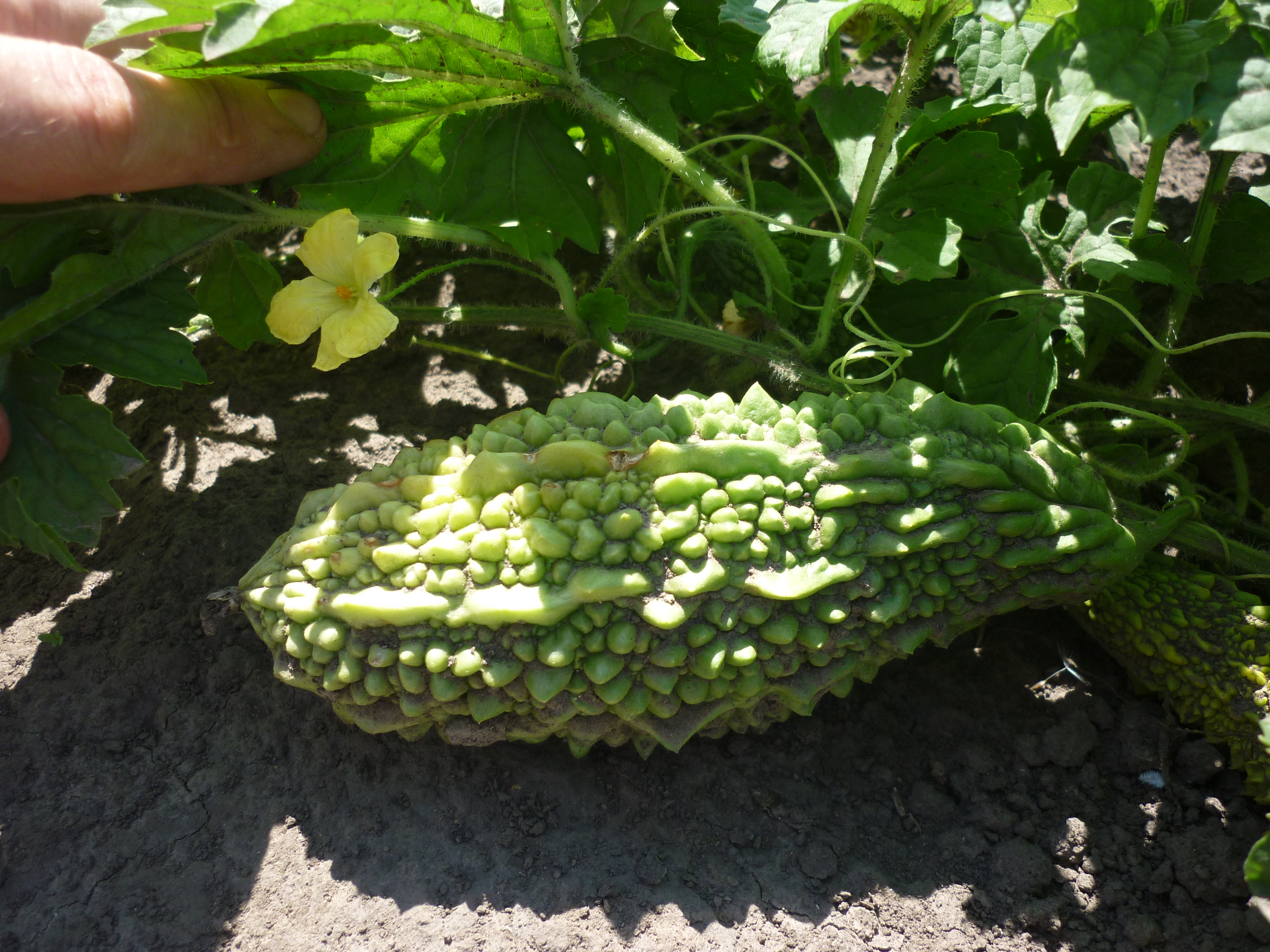

## Dottertaxa tillMomordica, i alfabetisk ordning[1]
- Momordica acuminata
- Momordica angolensis
- Momordica angustisepala
- Momordica anigosantha
- Momordica argillicola
- Momordica balsamina
- Momordica boivinii
- Momordica cabrae
- Momordica calantha
- Momordica camerounensis
- Momordica cardiospermoides
- Momordica charantia
- Momordica cissoides
- Momordica clarkeana
- Momordica cochinchinensis
- Momordica corymbifera
- Momordica cymbalaria
- Momordica denticulata
- Momordica denudata
- Momordica dioica
- Momordica dissecta
- Momordica enneaphylla
- Momordica foetida
- Momordica friesiorum
- Momordica gabonii
- Momordica gilgiana
- Momordica glabra
- Momordica henriquesii
- Momordica humilis
- Momordica jeffreyana
- Momordica kirkii
- Momordica leiocarpa
- Momordica littorea
- Momordica macrosperma
- Momordica mossambica
- Momordica multiflora
- Momordica obtusisepala
- Momordica ovata
- Momordica parvifolia
- Momordica peteri
- Momordica pterocarpa
- Momordica racemiflora
- Momordica repens
- Momordica rostrata
- Momordica rumphii
- Momordica sahyadrica
- Momordica sessilifolia
- Momordica silvatica
- Momordica spinosa
- Momordica subangulata
- Momordica trifoliolata
- Momordica welwitschii